# Lennart Källström
Hugo Lennart Källström, född 16 januari 1920 i Ystad, död 13 november 2007 i Järfälla, var en svensk skulptör.
Lennart Källström utbildade sig vid Slöjdföreningens skola i Göteborg 1939–1940, Lena Börjesons skulpturskola 1943–1944 och Konstakademien 1945–1950. Han har framför allt gjort sig känd för bronsskulpturer av ungdomar.

## Offentliga verk i urval
- Stående pojke (1944), brons, Västertorps skulpturpark, Stockholm
- Ung pojke (1945), brons, Österportstorg, Ystad
- Sittande pojke (1954), brons, Moderna museet[2], Stockholm
- Teaterflickan (1955), brons, Eskilstuna folkpark, Eskilstuna
- Pojke (1957), Lerlyckeskolan, Stångåstaden, Linköping
- Ung pojke (1958), Stadsparken, Örebro
- Pojke (1961), Stenkullaskolan, Östra Farmvägen, Malmö
- Utsmyckning på västfasaden på Västerås stadshus, utan titel, (1962-66), förgylld brons
- Mor och barn (1965), brons, Heleneholmsskolan, Munkhättegatan, Malmö
- Möte vid vatten (1965), brons, Österportstorg, Ystad
- Moment III (1970), länsstyrelsen i Falun
- Kvinna (1971), Svandammen, Spånga, Stockholm
- Moment (1971), brons, Görvälns skulpturpark i Järfälla
- Vertikal sfär (1972), Uppsala universitet, Uppsala
- Enkla former (1973), minnesmärke för Dag Hammarskiöld, Karolinska Institutet, Solna kommun
- Mor och barn (1986), polishuset i Falun

## Fotogalleri

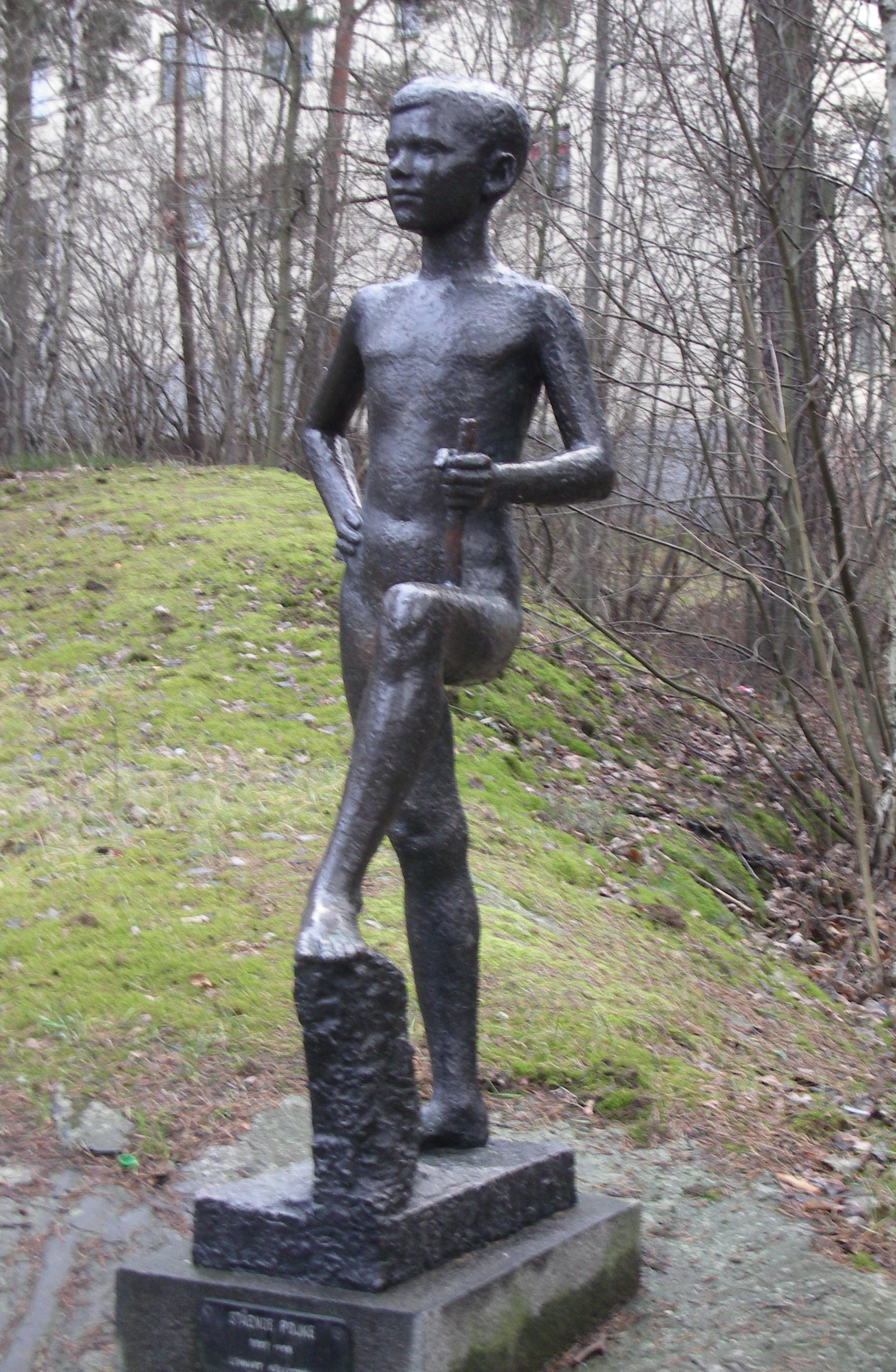
Stående pojke, brons från 1944, rest i Västertorps skulpturpark 1955.
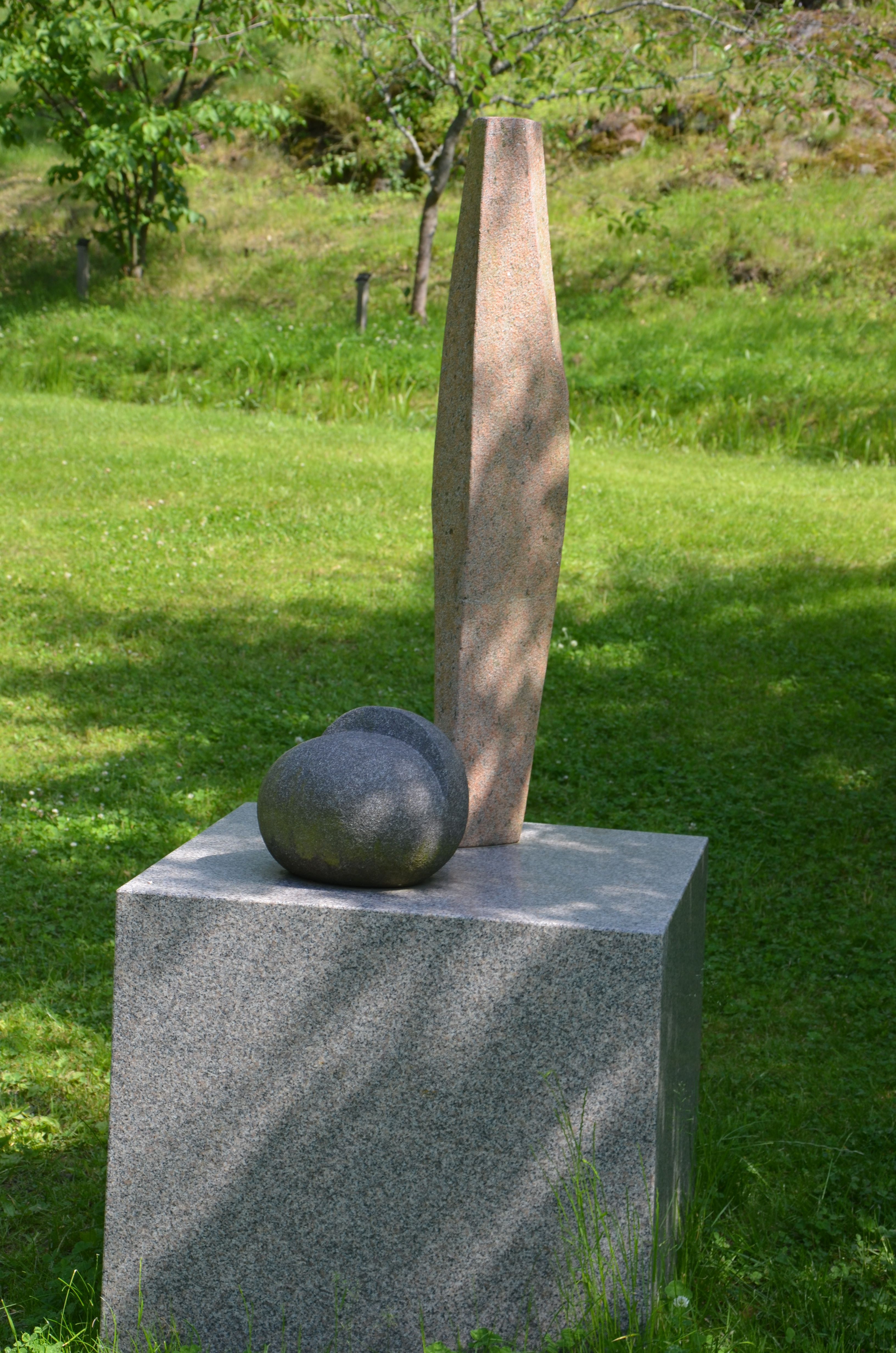
Moment, brons från 1971, Görvälns skulpturpark.
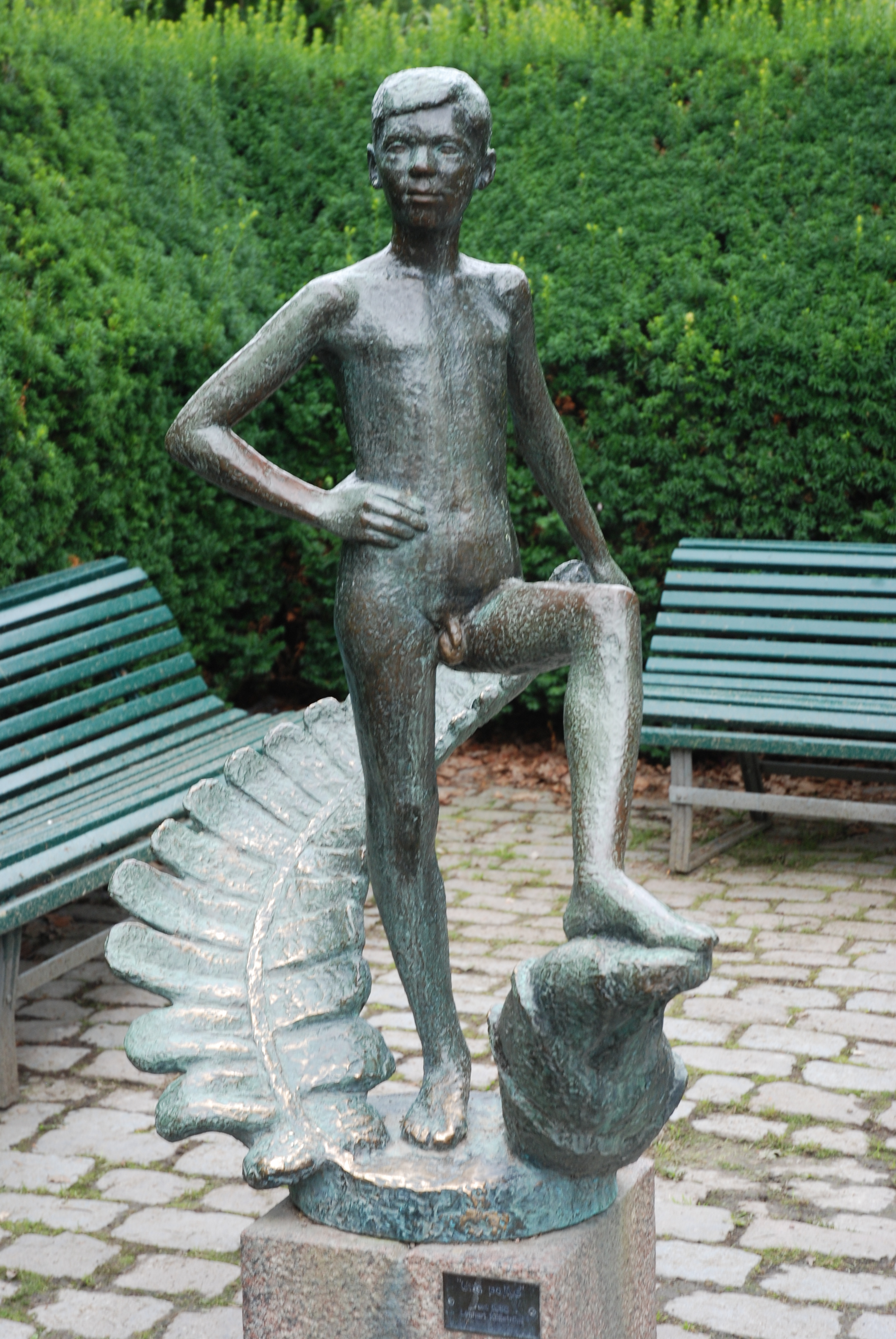
Ung pojke i Örebro.